# Land Rover Range Rover Evoque II

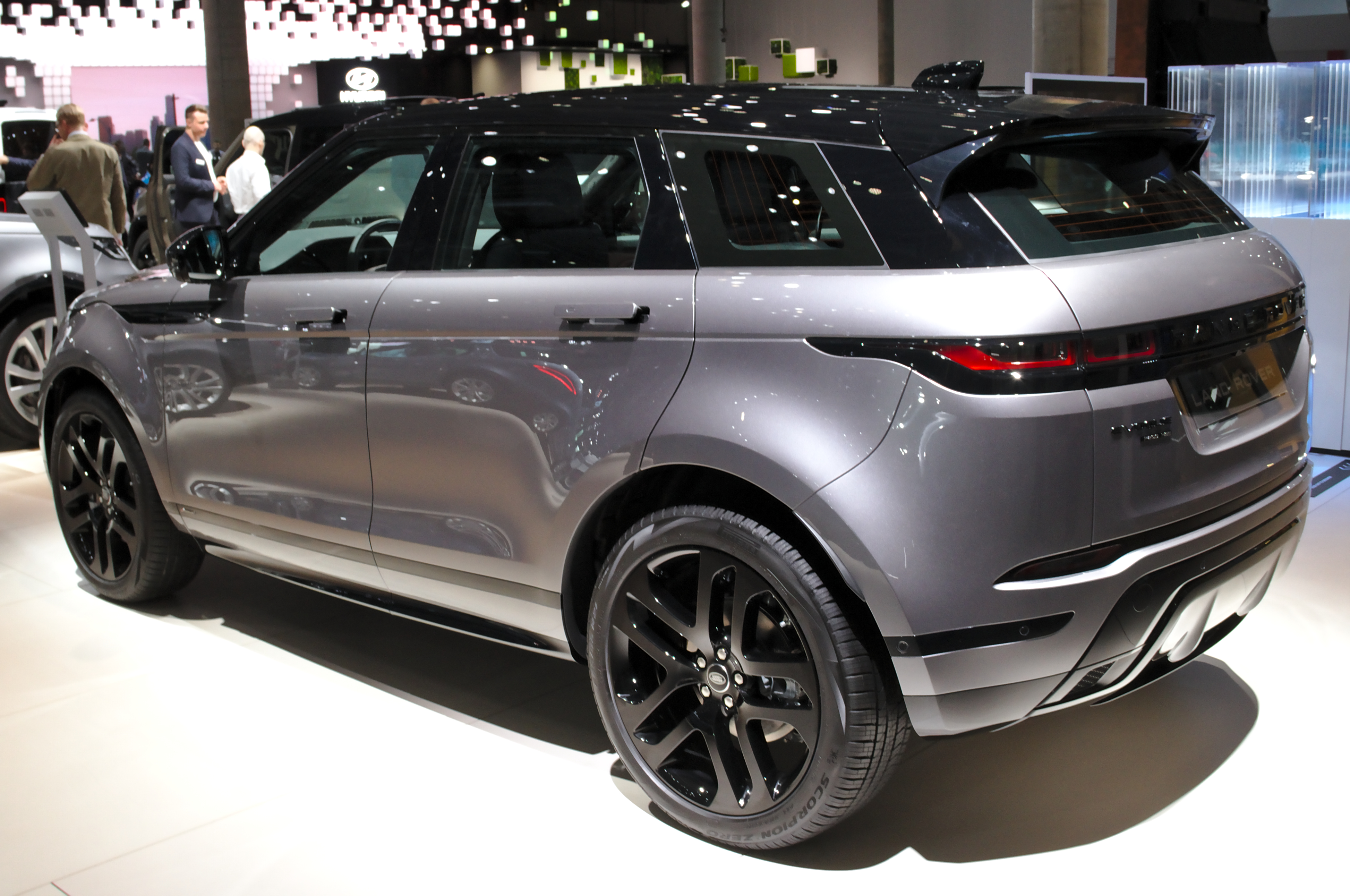
Vue de l'arrière

La Range Rover Evoque II est un SUV compact du constructeur automobile britannique Land Rover. Il s'agit de la seconde génération de l'Evoque. Il est fabriqué à Halewood, près de Liverpool.

## Présentation
La seconde génération du Range Rover Evoque est présentée le 22 novembre 2018 à Londres. Elle reste dans la continuité stylistique de son prédécesseur, avec quelques touches rappelant le design de son aîné le Range Rover Velar.

### Phase 2
Le restylage de l'Evoque est présenté le 21 juin 2023.

## Caractéristiques techniques
Le nouvel Evoque est bâti sur une nouvelle plateforme technique « Premium Transverse Architecture » utilisée par son cousin, le Jaguar E-Pace. Elle permet un allongement de l'empattement de 21 mm par rapport à l'ancienne version. Au contraire de la première génération, le nouvel Evoque n'est disponible qu'en 5 portes, la version coupé 3 portes n'est pas reconduite.
Il reçoit une instrumentation 100 % numérique et une console centrale avec deux écrans tactiles, celui du haut pour l'info-divertissement et la navigation, celui du bas pour contrôler la climatisation ou les sièges. L'Evoque est muni de poignées de portes rétractables.
Le SUV est équipé de série du système "Terrain Response 2", sur les versions à transmission intégrale, qui permet à l'Evoque de s'adapter aux différents terrains suivant quatre modes (Confort, Sable, Herbe-Gravier-Neige et Boue-Ornières).

### Motorisations
Lors de son lancement, l'Evoque II reçoit six motorisations bénéficiant d'une hybridation légère 48V avec récupération de l'énergie au freinage. En essence on trouve trois moteurs 4-cylindres de 2 litres de cylindrée en 200, 249 et 300 ch, et en diesel, l'offre est de trois moteurs 4-cylindres de 2 litres de cylindrée de 150, 180 et 240 ch. La version diesel 150 ch est disponible en traction avant avec boîte manuelle 6 rapports ou transmission intégrale avec boîte automatique 9 rapports, tandis que toutes les autres motorisations sont obligatoirement accouplés à une transmission automatique à neuf rapports et livrés avec une transmission intégrale.
En 2020, le Range Rover Evoque reçoit de nouvelles motorisations avec un quatre cylindres 2.0 diesel à hybridation légère en 163 ch (D165) et 204 ch (D200) ainsi qu'un trois cylindres essence 1.5 de 160 ch. Une version hybride plug-in sera proposée. Dénommée P300e, elle est équipée d'un 3-cylindres 1,5 litre turbo essence de 200 ch et 280 N m de couple sur le train avant et d'un moteur électrique de 109 ch et 260 N m de couple sur le train arrière associé à une batterie lithium-ion de 11,3 kWh. L'ensemble est propulsé par une boîte de vitesses automatique à 8 rapports.
| Désignation               | 2.0 TD4 150                | 2.0 TD4 150                | 2.0 TD4 180                | 2.0 TD4 240                | 2.0 SI4 200                | 2.0 SI4 249                | 2.0 SI4 300                | 1.5 Ingénium P300e                              |
| ------------------------- | -------------------------- | -------------------------- | -------------------------- | -------------------------- | -------------------------- | -------------------------- | -------------------------- | ----------------------------------------------- |
| Moteur                    | 4-cylindres turbocompressé | 4-cylindres turbocompressé | 4-cylindres turbocompressé | 4-cylindres turbocompressé | 4-cylindres turbocompressé | 4-cylindres turbocompressé | 4-cylindres turbocompressé | 3-cylindres en ligne turbocompressé             |
| Cylindrée (cm³)           | 1 999                      | 1 999                      | 1 999                      | 1 999                      | 1 997                      | 1 997                      | 1 997                      |                                                 |
| Puissance (ch)            | 150                        | 150                        | 180                        | 240                        | 200                        | 249                        | 300                        | 200 (thermique) + 109 (électrique) = 309 cumulé |
| Couple (N m)              | 380                        | 380                        | 430                        | 500                        | 340                        | 365                        | 400                        | 280 (thermique) + 260 (électrique) = 540 cumulé |
| Boîte de vitesses         | Manuelle 6 rapports        | Automatique ZF 9 rapports  | Automatique ZF 9 rapports  | Automatique ZF 9 rapports  | Automatique ZF 9 rapports  | Automatique ZF 9 rapports  | Automatique ZF 9 rapports  | Automatique à 8 rapports.                       |
| 0 à 100 km/h (s)          | 10.5                       | 11.2                       | 9.3                        | 7.7                        | 8.5                        | 7.5                        | 6.6                        | 6.4                                             |
| Vitesse (km/h)            | 201                        | 196                        | 205                        | 225                        | 216                        | 230                        | 242                        |                                                 |
| Transmission              | Traction                   | Intégrale                  | Intégrale                  | Intégrale                  | Intégrale                  | Intégrale                  | Intégrale                  | Intégrale                                       |
| Consommation (ℓ/100 km)   | 5.4                        | 5.6                        | 5.7                        | 6.2                        | 7.7                        | 7.9                        | 8.1                        | 1.4                                             |
| CO2 (g/km)                | 143                        | 149                        | 150                        | 163                        | 176                        | 180                        | 186                        | 32                                              |
| Poids (DIN) (kg)          | 1 712                      | 1 816                      | 1 816                      | 1 880                      | 1 770                      | 1 818                      | 1 818                      |                                                 |
| Capacité du réservoir (ℓ) | 67                         | 67                         | 67                         | 67                         | 65                         | 65                         | 65                         |                                                 |

## Finitions
- Evoque
- Evoque S
- Evoque SE
- Evoque HSE
- Evoque Autobiography

### Série spéciale
- Sport Black (2020) : 4-cylindres Ingenium 2.0 290 ch

### Série limitée
- Nolita (2020)

## Récompense
En janvier 2019, la Range Rover Evoque reçoit le Grand Prix du « Plus bel intérieur de l'année 2018 » lors de la 34e édition du Festival automobile international.